# Pinguicula reticulata
Pinguicula reticulata este o specie de plante carnivore din genul Pinguicula, familia Lentibulariaceae, ordinul Lamiales, descrisă de J. Schlauer. Conform Catalogue of Life specia Pinguicula reticulata nu are subspecii cunoscute.